# Nippel (Rohr)

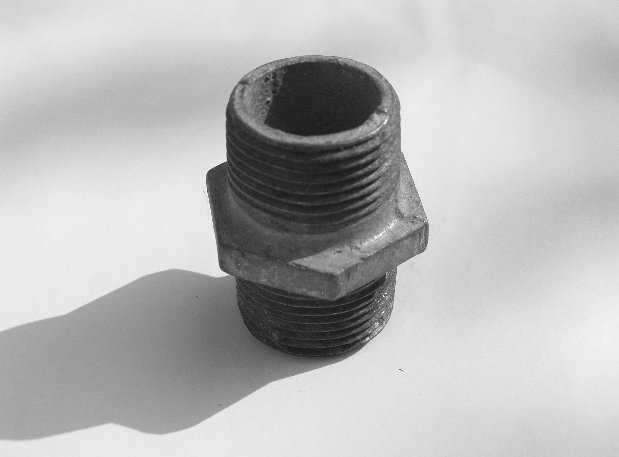
Doppelnippel stehend

Ein Nippel ist ein kurzes Rohrverbindungsstück mit dem Rohrmaß. Er ist somit das Gegenstück einer Muffe. Je nach Verbindungstechnik und Material kann ein Nippel glatt oder mit Außengewinde versehen sein.
Kurze Nippel mit zwei identischen Enden werden auch als Doppelnippel bezeichnet. Mit einer Gewindeschneidkluppe ist die Herstellung von Nippeln mit etwas Aufwand auch bei zu verschraubenden Stahlrohren möglich.
Die Kombination eines Nippels auf der einen Seite mit einer Muffe auf der anderen Seite wird auch als Nippelmuffe, Muffennippel, Absatznippel oder Übergangsnippel bezeichnet. Nippel, die einen Nennweitenwechsel aufweisen, werden als Reduziernippel bezeichnet.
Der Einsatzbereich reicht von Anwendungen in Luft- und Raumfahrt, Schiffbau, Anlagenbau sowie über industrielle und gewerbliche Anlagen bis zur häuslichen Installationstechnik. In der Installationstechnik sind Nippel üblicherweise nicht mit metrischen Gewinden, sondern mit Whitworth-Rohrgewinde versehen. Als Medien werden Gase, Flüssigkeiten und granulierte Feststoffe transportiert.
Entsprechend ihrer Anwendung werden sie für verschiedene Nennweiten und Nenndrücke angeboten.